# فرهاد مصفا
فرهاد مصفا؛ زادهٔ ۲۵ سپتامبر ۱۹۹۰) مانکن ایرانی مقیم کانادا است.